# 2450 Ioannisiani
2450 Ioannisiani eller 1978 RP är en asteroid i huvudbältet som upptäcktes den 1 september 1978 av den rysk-sovjetiske astronomen Nikolaj Tjernych vid Krims astrofysiska observatorium på Krim. Den har fått sitt namn efter Bagrat Ioannisiani.
Asteroiden har en diameter på ungefär 22 kilometer och den tillhör asteroidgruppen Themis.